# Menhir von Graigue

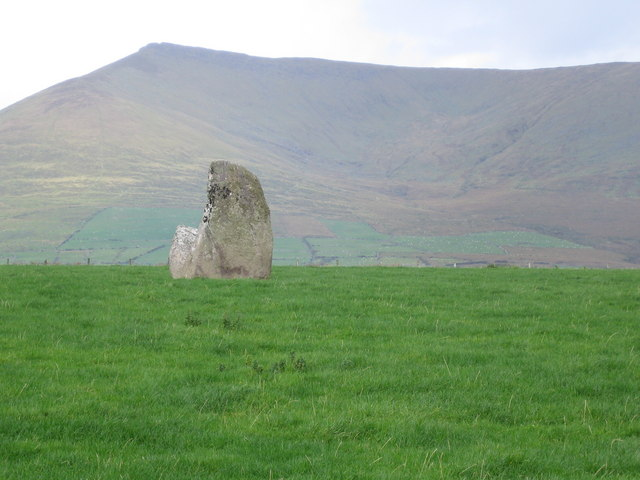
Menhir von Graigue

Der Menhir von Graigue steht im Townland Graigue (irisch An Ghráig) am östlichen Ende des Sea Hill bei Lispole auf der Dingle-Halbinsel im County Kerry in Irland.
Der Menhir (englisch Standing Stone) hat sich in zwei Teile geteilt. Der aufrecht stehende Teil ist über 3,5 Meter hoch, über 2,5 Meter breit und 0,7 m dick. Die kleinere, abgespaltene Platte ist etwa 3,0 Meter hoch und über 2,0 Meter breit. Sie liegt in einem Winkel von etwa 45 Grad auf zwei Ständern, aber keiner davon ist im Boden verankert, also sind sie wahrscheinlich neuzeitlich.
In der Nähe liegen das Wedge Tomb von Doonmanagh, auch "Púicín an Chairn" genannt, die Steinreihe und der Menhir von Ardamore.